# ハートリースクロコダイルアドベンチャーズ
ハートリースクロコダイルアドベンチャーズ (Hartley's Crocodile Adventures) は、オーストラリアのクイーンズランド州にある動物園。

## 概要
ケアンズ市街から北へ約40km地点にあるクロコダイルのテーマパーク。園内のラグーンには巨大なクロコダイルが放し飼いにされている。ラグーンでは1日数回ボートクルーズを行っていて、ガラス越しの至近距離で迫力のある餌付けや泳ぐ姿を観察できる。クロコダイル以外にもコアラ、カンガルー、ワラビー、エリマキトカゲ、フクロネコなどを観察できる。さらに子ワニとの記念撮影ができる他、カソワリィへの餌付けも体験できる。

## 関連施設
- ケアンズトロピカルズー＆ナイトズー
- キュランダコアラガーデンズ